# Athlete

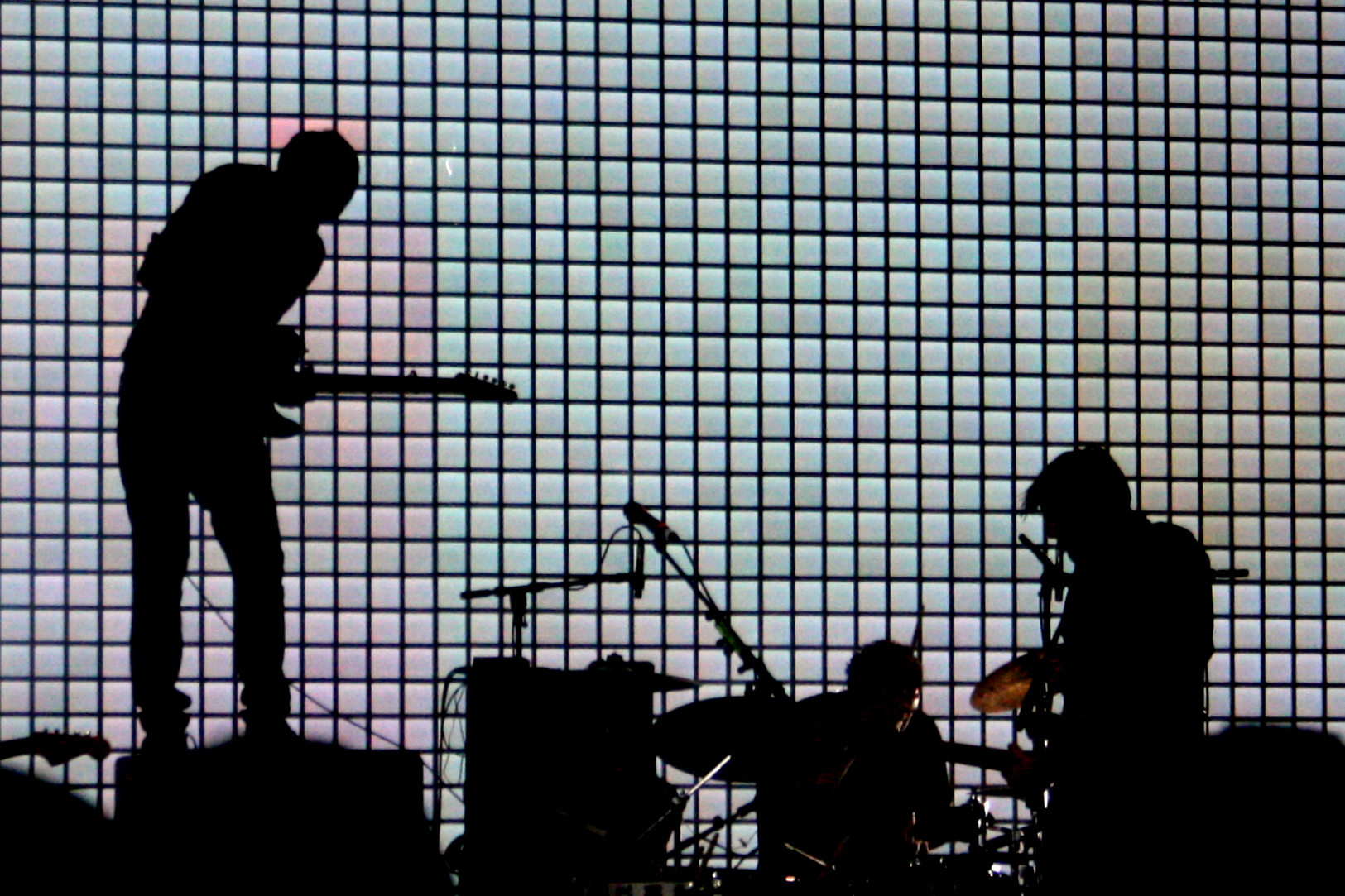
Athlete in 2007.

Athlete is een Britse band. De muziek is zogenaamde britpop, die een beetje aanschurkt tegen de symfonische rock.
Het begint in 1999 als een jongensdroom van een aantal vrienden uit Deptford, Londen om een bandje te beginnen. Een beetje muziek opnemen in een kerk annex sandwichbar. Ze sturen demo's uit en worden opgepikt door "Regal Recordings" een sublabel van EMI. Het resultaat is een eerste single in 2002. De band is vooral bekend in het Verenigd Koninkrijk, waar ook een aantal singles in de lijsten terechtkomt. In Nederland is de naamsbekendheid kleiner, maar geniet de single "Wires" wel bekendheid.  Het album Beyond the Neighbourhood is experimenteler en klinkt meer volwassen dan de eerdere twee, door toevoeging van een extra gitarist en gebruik van digitale apparatuur.
Het meest recente album van Athlete, 'Black Swan', kwam uit op 24 augustus 2009. De eerste single van het album heet "Superhuman Touch". 
Op 16 oktober 2009 speelden ze voor het laatst in Nederland, in de Sugar Factory te Amsterdam. 

## Discografie

### Albums
1. 2002: Athlete EP (ep)
2. 2002: Vehicles and Animals
3. 2005: Tourist
4. 2007: Beyond the Neighbourhood
5. 2009: Black Swan

### Singles
- 2005: "Wires"
- 2005: "Half Light"
- 2009: "Superhuman Touch" (#14 in Kink 40)